# Kothana Halli, Maddur
Kothana Halli là một làng thuộc tehsil Maddur, huyện Mandya, bang Karnataka, Ấn Độ.